# Cuito Cuanavale
Cuito Cuanavale és un municipi de la província de Cuando Cubango (Angola). Té una extensió de 35.610 km² i 38.836 habitants. Comprèn les comunes de Cuito Cuanavale, Longa, Lupire e Baixo Longa. Limita al nord amb el municipi de Luchazes, a l'est amb el municipi de Mavinga, al sud amb el municipi de Nancova i a l'oest amb els municipis de Menongue i Chitembo.

## Importància històrica
Durant la Guerra Civil angolesa la ciutat va estar en territori controlat per UNITA, però el govern de Luanda la va mantenir sota el seu poder.
Va ser durament atacada per tropes sud-africanes i d'UNITA en 1988 i defensada per l'exèrcit angolès i després pel cubà, en menor mesura per la SWAPO. S'hi va lliurar la batalla de Cuito Cuanavale, la major de la història d'Àfrica subsahariana. La ciutat fou assetjada pels sud-africans, però finalment va continuar a poder del govern. Les SWAPO mai van estar prop de Cuito Cuanavale.
La batalla de Cuito Cuanavale va ocórrer el 23 de març de 1988 i el seu desenllaç amb l'ajuda dels internacionalistes cubans al comandament de Leopoldo Cintra Frías va suposar l'ensulsiada de les llavors forces militars de l'apartheid de Sud-àfrica, i les va obligar iniciar converses quatripartites que va portar a la signatura de l'acord de Nova York que va suposar la independència de Namíbia.
El president del Consell d'Estat i de Ministres de Cuba, General de l'Exèrcit Raúl Castro Ruz, va presidir, el dilluns, a la sala Universal de les Forces Armades Revolucionàries (FAR), a l'Havana, l'acte político-cultural commemoratiu a la batalla de Cuito Cuanavale, recordant l'important paper exercit per Cuba en una etapa important de l'alliberament nacional, empresa pel Moviment Popular per l'Alliberament d'Angola (MPLA). Aquesta batalla va decidir la destinació, no sols d'Angola, sinó també de Namíbia, Zimbabwe i de Sud-àfrica, va ser favorable a les forces conjugades d'Angola i Cuba.